# Tesouro (Mato Grosso)
Tesouro é um município brasileiro do estado de Mato Grosso. Localiza-se a uma latitude 16º04'45" sul e a uma longitude 53º33'09" oeste, estando a uma altitude de 410 metros. Sua população estimada em 2022 era de 3 025 habitantes. Possui uma área de 4.244,073 km².

## História
As primeiras movimentações na região de Tesouro devem-se às ações do sertanista Antônio Cândido de Carvalho, que perlustrou, com pequena expedição grande área do leste mato-grossense, em fins do século XIX.
A vigem de Antônio Cândido de Carvalho teria ocorrido pouco tempo antes de 1897. Na época, a região ainda era virgem de contato do branco devastador de natureza, a não ser para deleite de nações indígenas que habitavam as cercanias.
Antônio Cândido de Carvalho, nascido na cidade goiana de Jataí, acabou sendo o “garoto propaganda”, do leste mato-grossense. Em função do resultado de sua viagem de pesquisas, divulgando a excelência da terra e de suas entranhas.
Não demorou muito e começaram a chegar criadores de gado, garimpeiros e seringueiros, em busca dos extensos mangabais existentes na região. A vinda de tanta gente, em função específica da publicidade carvalheana, ensejou o aparecimento de inúmeras povoações. Muitas dessas corrutelas se transformaram em cidades, a exemplo de Tesouro. Morava na Fazenda Boa Vista, o mineiro João José de Morais, conhecido por Cajango. No ano de 1909, aportou em sua propriedade um grupo de seringueiros, eram eles: João Cezílio, José Lício de Araújo, José Luiz e Feliciano Cezílio de Souza – o líder.
Ao travarem conversa com Cajango, cujas terras abrangiam imensa área, tomaram conhecimento das riquezas minerais da região. Convencidos por Cajango, que conhecia os meandros da garimpagem, os seringueiros resolveram experimentar outro tipo de atividade – trocaram a sangria das mangabeiras por um jogo de peneiras. Puseram-se a explorar o Rio das Garças, internando-se nas terras banhadas pelo Cassununga, em busca de diamantes, que efetivamente encontraram em profusão. Cajango acabou sendo o cérebro das incursões do ex-seringueiro Feliciano, a quem forneceu instruções sobre roteiros a seguir, suprimentos e mão de obra especializada, enfim um parceiro de negócios. Descoberto os monchões, a cata dos diamantes tornou-se intensa, determinando a afluência de novos garimpeiros e consequentemente o surgimento de um núcleo de povoamento – o vilarejo de Cassununga.
O vilarejo do Tesouro surgia logo após, com uma população sempre crescente. Seguindo a máxima de que garimpeiro não se fixa em lugar nenhum e, portanto não cria raiz, o povoado de Tesouro só estabilizou-se com a vinda de comerciantes, agricultores e criadores de gado, que desprezavam a cata garimpeira. Essa gente deu estabilidade ao lugar. Que, no entanto, continuou a abrigar em seus domínios atividades garimpeiras. 
A guerra pelo poder no leste, tanto política quanto financeira, patrocinada pelo governo do estado e pelo engenheiro agrônomo José Morbeck, teve reflexos no povoado do Tesouro. Outro fator desestabilizador foi a passagem da Coluna Prestes, hoje vista de uma forma totalmente diferente daqueles anos – 1926/1927.
A paz voltou a reinar nos garimpos do Rio das Garças a partir de meados da década de trinta. Por ocasião da divisão Territorial e Administrativa do estado de Mato Grosso, de 31 de dezembro de 1937, o povoado de Tesouro apareceu como distrito do então ”todo-poderoso” município de Santa Rita do Araguaya. Por anos a fio permaneceu nesta situação.
Mais tarde teve seu território sob a jurisdição do município de Lajeado, posteriormente denominado Guiratinga. A lei nº. 664, de 10 de dezembro de 1953, de autoria do deputado Clóvis Hugueney, criou o município de Tesouro, com território desmembrado do município de Guiratinga.